# 刘坤一墓
刘坤一墓，位于中国湖南省新宁县，是晚清原两广总督、两江总督刘坤一的墓葬。

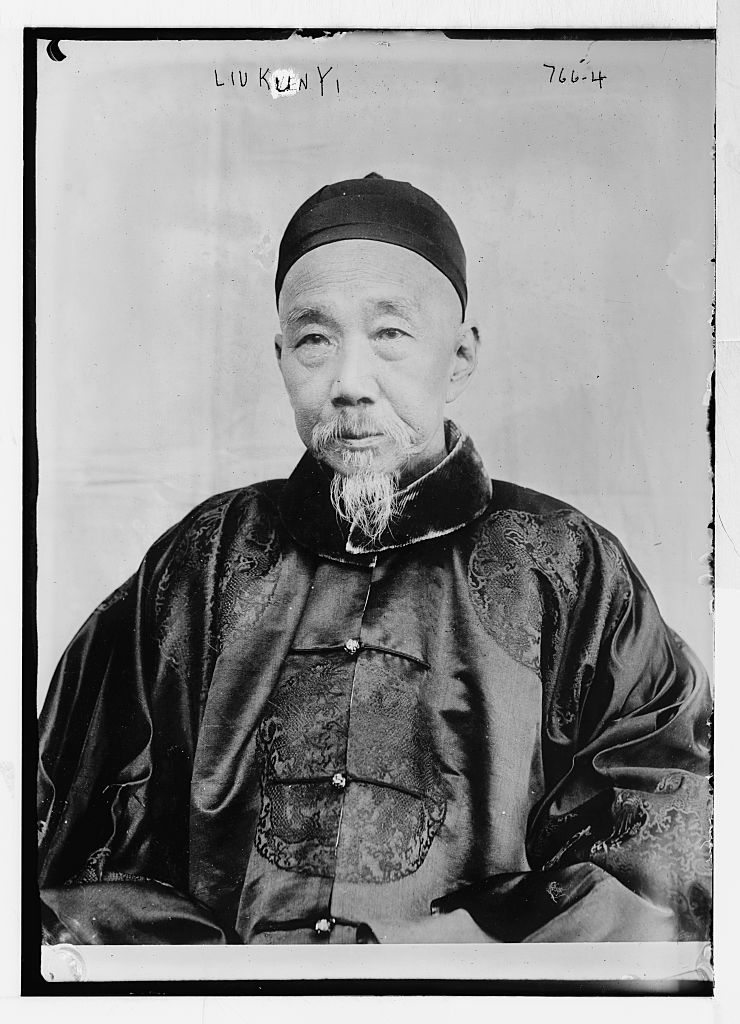
刘坤一相

## 历史沿革
清光绪二十八年（1902），刘坤一逝世，清廷追封一等男爵，赠太傅，谥忠诚，入祀贤良祠，并在原籍、立功省份建专祠。同年，刘坤一葬于新宁县飞仙桥乡双罗村沙坪里。
1958年，刘坤一墓几乎尽毁。1985年，墓室被盗掘。
1983年，刘坤一墓被列为县级文物保护单位。

## 墓葬规制
原墓园占地400余平方米，墓台为石砌圆形，两侧有墓志铭等碑刻10余通。墓台前连石梯，设石供桌、拜台，墓道旁有石像生。
墓葬今仅存高1米、直径3米的圆形封土堆以及高4米、围0.8米的饰以浮雕的神道柱两根。